# بالابور
بالابور (به لاتین: Ballabur) یک منطقه مسکونی در جمهوری آذربایجان است که در شهرستان لنکران و در دهیاری شغال‌کوچه واقع شده‌است.